# Centro Libero
Il Centro Libero (in ebraico: המרכז החופשי, HaMerkaz HaHofesh) è stato un partito politico israeliano ed è uno degli antenati del moderno Likud.

## Storia
Il partito fu creato il 29 marzo 1967 durante l'ottava Knesset quando Shmuel Tamir guidò una fuga di tre membri di Herut (gli altri due erano Eliezer Shostak e Avraham Tiar) dopo una disputa sulla leadership con Menachem Begin. Prima delle future elezioni furono raggiunti da Shlomo Cohen-Tzidon che aveva anche lasciato Gahal e fallì nel tentativo di creare un gruppo parlamentare individuale chiamato Fazione Popolare.
Alle elezioni del 1969, il Centro Libero superò appena la soglia elettorale dell'1%, rivendicando l'1,2% dei voti e 2 seggi, che furono presi da Tamir e Shostak.
Prima delle elezioni del 1973 si unì all'alleanza Likud formata da Herut, il Partito Liberale (che in precedenza era stato alleato come Gahal), la Lista Nazionale e il Movimento per il Grande Israele. La nuova alleanza ha vinto 39 seggi, di cui quattro presi dal Centro Libero; Tamir e Shostak furono raggiunti da Ehud Olmert e Akiva Nof.
Nel 1974, il conflitto interno portò Shostak ed Ehud Olmert a lasciare il Centro Libero per fondare il Centro Indipendente, che in seguito si unì alla fazione di La'am. Un'altra disputa portò Tamir e Nof a lasciare il Likud e ristabilire il partito come fazione indipendente il 26 ottobre 1976 durante l'ottava Knesset. Entrambi si sono dimessi dalla Knesset il 25 gennaio 1977 e si sono uniti al Movimento Democratico per il Cambiamento. Entrambi furono eletti nella nona Knesset come membri del nuovo partito, anche se in seguito Nof tornò al Likud dopo un intervallo in Ahva.

## Membri della Knesset
| Knesset               | Membri                                                           |
| --------------------- | ---------------------------------------------------------------- |
| 6 (1967–1969) 4 seggi | Shlomo Cohen-Tzidon, Eliezer Shostak, Shmuel Tamir, Avraham Tiar |
| 7 (1969–1974) 2 seggi | Eliezer Shostak, Shmuel Tamir                                    |
| 8 (1974–1977) 4 seggi | Akiva Nof, Ehud Olmert, Eliezer Shostak, Shmuel Tamir            |